# باول ميلر (لاعب كرة قدم مواليد 1966)
باول ميلر (بالإنجليزية: Paul Millar)‏ هو لاعب كرة قدم ومدرب كرة قدم بريطاني في مركز الوسط، ولد في 16 نوفمبر 1966 في بلفاست في المملكة المتحدة. شارك مع منتخب أيرلندا الشمالية تحت 21 سنة لكرة القدم ومنتخب أيرلندا الشمالية تحت 23 سنة لكرة القدم. أما مع النوادي، فقد لعب مع أردز وبورت فايل وبورتاداون وغلينتوران وكارديف سيتي ونادي بانغور ونادي بيليمينا يونايتد ونادي لينفيلد ونادي هيرفورد.